# Stadionul Ceadîr-Lunga
Stadionul Ceadîr-Lunga este un stadion de fotbal din orașul Ceadîr-Lunga, Republica Moldova. Acesta este stadionul de casă al clubului FC Saxan Ceadîr-Lunga și are o capacitate de 2.000 de locuri. Clubul FC Saxan își dispută meciurile de acasă din Divizia națională și Cupa Moldovei pe acest stadion.